# Ладіслав Шимунек
Ладіслав Шимунек (чеськ. Ladislav Šimůnek, 4 жовтня 1916 — 7 грудня 1969) — чехословацький футболіст, що грав на позиції нападника, зокрема, за клуб «Славія», а також національну збірну Чехословаччини.

## Клубна кар'єра
У футболі дебютував виступами за команду «Славія», кольори якої і захищав протягом усієї своєї кар'єри гравця. 

## Виступи за збірну
1938 року дебютував в офіційних матчах у складі національної збірної Чехословаччини. Протягом кар'єри у національній команді провів у її формі 4 матчі, забивши 3 голи.
У складі збірної був учасником чемпіонату світу 1938 року у Франції, де зіграв проти Нідерландів (3-0) і в першому матчі зі збірною Бразилії (1-1).
Помер 7 грудня 1969 року на 54-му році життя.